# Motivace v pracovní činnosti
Slovo „motivace“ má původ v latinském „movere“ – hýbati, pohybovati. Je obecným označením pro všechny vnitřní podněty, které vedou k určité činnosti, k určitému jednání.
Dle Bedrnové a spol. (2012) jsou motivy rozděleny na související s prací samotnou, tzv. motivace intrinsická
- potřeba činnosti vůbec – potřeba „zbavit se“ nadbytečné energie
- potřeba kontaktu s druhými lidmi – za intrinsický motiv je považována zvláště u těch povolání, jejichž základním pracovním obsahem je právě kontakt s lidmi
- potřeba výkonu – jejímž významným aspektem je radost či uspokojená, které člověku přináší prožitek úspěšného výkonu
- touha po moci – jejíž uspokojení alespoň v určité míře nabízejí vyšší pozice v hierarchii pracovních pozic
- potřeba smyslu života a seberealizace[2] – jejíž uspokojení nabízí práce poskytováním příležitostí k činnostem, které jsou smysluplné, jejichž výsledky jsou hodnotné a v nichž člověk nejen prokázat své osobní kvality, ale jejichž výkonem může své osobnostní předpoklady dále rozvíjet.

A také na motivy, které naopak leží mimo vlastní práci, tzv. motivace extrinsická
- motiv peněz
- motiv jistoty – která je do jisté míry identická s potřebou peněz, je však více spojena s budoucností člověka
- motiv sebepotvrzení – spojen s prestiží zastávané pracovní či jiné společenské pozice
- motiv sociálních kontaktů – pro jejíž uspokojení poskytuje práce a vše, co s ní souvisí
- sexualita – možnost navázat kontakty[1]

Teorie motivace zkoumá proces motivování, proces utváření motivací. Vysvětluje, proč se lidé při práci určitým způsobem chovají, proč vyvíjejí určité úsilí v konkrétním směru.
Popisuje to, co mohou organizace udělat pro povzbuzování lidí, aby uplatnili své schopnosti a vyvinuli úsilí způsobem, který podpoří splnění cílů organizace i uspokojení jejich vlastních potřeb.
Podle Armstronga (2007) mezi nejvlivnější teorie patří:
Teorie instrumentalisty – tvrdí, že odměny nebo tresty slouží jako prostředek k zabezpečení toho, aby se lidé chovali nebo konali žádoucím způsobem.
Teorie zaměřené na obsah – zaměřuje se na obsah motivace. Tvrdí, že motivace se v podstatě týká podnikání kroků za účelem uspokojení potřeb a identifikuje hlavní potřeby, které ovlivňují chování. Také je známá jako teorie potřeb.
Teorie zaměřené na proces – zaměřuje se na psychologické procesy ovlivňující motivaci a související s očekáváními, cíli a vnímáním spravedlnosti.

## Motivace pracovního jednání
Pracovní motivace vyjadřuje přístup člověka k práci, ke konkrétním okolnostem jeho pracovního uplatnění a ke konkrétním pracovním úkolům.

## Proces motivace
Je to model vztahující se k potřebám a naznačuje, že motivace je iniciována vědomým nebo mimovolným zjištěním neuspokojených potřeb. Tyto potřeby vytvářejí přání dosáhnout něčeho nebo něco získat. Poté jsou stanoveny cíle, o nichž se věří, že uspokojí tyto potřeby a přání a volí se cesty, od nichž se očekává, že povedou k dosažení stanovených cílů. Jestliže je určitého cíle dosaženo, potřeba je uspokojena a je pravděpodobné, že chování, které vedlo k cíli, se napříště zopakuje v případe, že se objeví podobná potřeba. Pokud není cíle dosaženo, je méně pravděpodobné, že se budou tytéž kroky v budoucnu opakovat.

## Typy motivace
K motivaci na pracovišti lze přistoupit dvěma způsoby. První z nich zaměstnanci motivují sami sebe tím, že hledají, nalézají a vykonávají práci (nebo jim je přidělena práce), která uspokojuje jejich potřeby nebo vede alespoň k uspokojení jejich potřeb nebo cílů.
Druhým způsobem, kterým mohou být zaměstnanci motivováni managementem prostřednictvím motivačních strategií, jako je odměňování, povyšování, pochvala a další.
Jak původně zjistili Herzberg a kol., existují dva typy motivace:
- Vnitřní motivace – faktory, které si lidé sami vytvářejí a které je ovlivňují, aby se určitým způsobem chovali nebo aby se vydali určitým směrem. Tyto faktory tvoří odpovědnost, autonomie nebo zajímavá a podnětná práce a další.
- Vnější motivace – to, co se dělá pro lidi, abychom je motivovali. Tvoří je odměny jako např. zvýšení platu, povýšení, ale také tresty, jako např. disciplinární řízení, kritika nebo srážky na mzdě.

Vnitřní motivátory se týkají kvality pracovního života, mají hlubší a dlouhodobější účinek, protože jsou součástí zaměstnance a nikoliv vnuceny z vnějšku jako vnější motivace, které mohou mít bezprostřední účinek, ale nemusejí působit bezprostředně.

## Motivační strategie
Motivační strategie mají za úkol vytvořit pracovní prostředí a vyvinout politiku a postupy, které povedou k vyššímu výkonu zaměstnanců.
Tyto strategie mají za úkol například:
- řídit odměňování
- řízení pracovního výkonu
- vytváření pracovních úkonů
- vytváření klimatu v organizaci, které bude posilovat motivaci
- měření motivace za účelem zjištění oblastí, v nichž je potřeba zlepšit motivační postupy a další.

Do motivačních strategií je potřeba také zahrnout faktory ovlivňující tyto strategie například:
- lidé jsou více motivování k lepším pracovním výsledkům, pokud pracují v prostředí, ve kterém jsou za svoji práci odměňování
- potřeba příležitosti k pracovnímu růstu a další.

K dosažení dobrých pracovních výsledků by měl manažer dohlédnout na správné měření motivace na pracovišti a správné využití motivačních strategii.

## McGregorova teorie X-Y
Mezi teorie pracovní motivace zaměstnanců patří i McGregorova teorie X-Y.
Teorie X – vychází z předpokladu, že je nutno zaměstnance do práce nutit a pokud by tomu taky nebylo, tak by zaměstnanec díky své lenosti neměl k práci žádnou odpovědnost. Podle teorie X se nedá zaměstnancům plně důvěřovat a z tohoto důvodu je potřeba, aby byla ve firmě zavedena tvrdá disciplína a kontrola zaměstnanců.
Teorie Y – vychází naopak z předpokladu, že zaměstnanci mohou být ctižádostiví, motivovaní a odpovědní ke své práci a dokáží garantovat kvalitu své práce. Zaměstnanci jsou také schopní provádět vlastní kontrolu plnění úkolů. Teorie Y ukazuje, že zaměstnance lze motivovat i jinak než prostřednictvím odměn a trestů, ale například i projevením důvěry k zaměstnanci ze strany zaměstnavatele.

## Herzbergův dvoufaktorový model
Na základě zkoumání zdrojů spokojenosti a nespokojenosti s prací na určitých pracovních pozicích, vypracovali Herzberg a kol. dvoufaktorový model, díky němuž rozdělili přání pracovníků do dvou skupin. První skupina představuje potřebu rozvíjet odbornost a kvalifikaci člověka, myšleno jako zdroj osobního růstu. Zatímco druhá skupina se jeví jako důležitá základna první skupiny a má spojitost se slušným zacházením v oblasti odměňování, vedení a kontroly, pracovních podmínek a administrativních postupů.
Právě tyto dvě skupiny tvoří onen Herzbergův dvoufaktorový model a podle Herzberga ovlivňují pracovní spokojenost zaměstnanců. První částí tohoto modelu jsou tzv. satisfaktory či také motivátory, které jsou považovány za činitele motivující jedince k vyššímu výkonu a úsilí. Druhou částí jsou tzv. dissatisfaktory charakterizující prostředí a sloužící k prevenci nespokojenosti se zaměstnáním. Tyto faktory mají malý vliv na pozitivní postoje k práci. Dissatisfaktorům se také v souladu s použitím tohoto termínu v medicíně říká hygienické faktory. Pojem hygienické faktory znamená, že jsou tyto faktory preventivní a souvisejí s prostředím.

## Motivace a výkon
S pracovní motivací souvisí také pracovní výkon. Úroveň motivace by měla být optimální, příliš vysoká nebo naopak příliš nízká úroveň motivace výkon snižuje. I pokud ale bude pracovník dostatečně motivován, ale nebude mít dostatečné schopnosti, aby úkol splnil, jeho výkon bude nízký. Proto je důležité se zaměřovat na vzdělávání a rozvoj pracovníků.

Vztah výkonu a motivace popisuje Yerkes-Dodsonův zákon, který je vidět na následujícím obrázku.

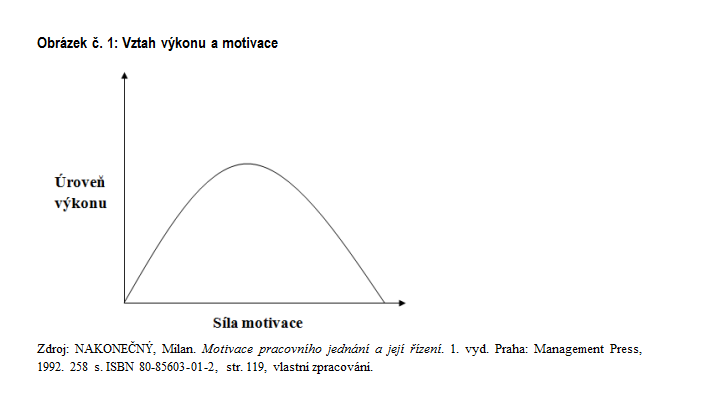

## Motivace a mzda
Peníze ve formě mzdy/platu nebo nějakého jiného druhu odměny jsou nejobvyklejší vnější odměnou. Peníze poskytují to, co většina lidí chce, prostředky k dosažení řady různých cílů. Představují mohutnou sílu, protože jsou přímo nebo nepřímo spojeny s uspokojováním mnoha potřeb. Jestliže přicházejí pravidelně, zřetelně uspokojují základní potřeby přežití a bezpečí. Také mohou uspokojovat potřebu sebeúcty a postavení- mohou vás dostat na úroveň odlišující vás od ostatních spolupracovníků, zajišťují určitou prestiž. Jsou zdrojem uspokojení méně žádoucího, ale stále rozšířeného pudu touhy po majetku a chamtivosti. Peníze se řadí spolu s pracovní náplní, kariérním růstem a odpovědností do motivace zaměstnance.
Ačkoliv Herzberg a kol. (1957) zpochybnili účinnost peněz- tvrdili,„zatímco jejich nedostatek může vyvolat nespokojenost, jejich obstarání nemá za následek trvalou spokojenost“. Je však potřeba zdůraznit, že různí lidé mají různé potřeby a přání a Herzbergova dvoufaktorová teorie nebyla ověřena. Někteří lidé budou asi více motivováni penězi než jiní.
Dalším badatelem v této oblasti byl Jaques (1961). Zdůrazňoval potřebu takových systémů, které budou vnímány jako slušné a spravedlivé. „Odměna by měla být jasně provázána s úsilím nebo s mírou odpovědnosti a lidé by neměli dostávat méně peněz, než si v porovnání se svými spolupracovníky zaslouží.“ Toto pravidlo Jaques nazval pravidlem „pociťované či hmatatelné spravedlnosti.“
Peníze samy o sobě nemusejí mít žádný vnitřní význam, nabývají však značně motivující síly, protože symbolizují mnoho nehmotných a nedefinovatelných cílů. Pro různé lidi a zároveň pro tutéž osobu v různé době hrají roli symbolu různým způsobem. Na základě svého výzkumu „blahobytných dělníků“ Goldthorpe a kol. zjistili, že plat je dominantním faktorem při výběru zaměstnavatele a úvahy o platu se zdají být nejmocnějším poutem spojující lidi a jejich současné zaměstnání.
„Motivují peněžní stimuly lidi?“ Odpověď zní „ano“ v případě těch lidí, kteří jsou silně motivováni penězi a jejichž očekávání, že dostanou peněžní odměnu, jsou vysoká. Méně sebejistí lidé pravděpodobně nebudou na tyto stimuly reagovat, neboť neočekávají, že dosáhnou výkonu splňujícího podmínky pro přiznání daného peněžního stimulu. Vnější odměny mohou tedy narušit vnitřní zájem- ldé pracující pouze pro peníze mohou považovat své úkoly za méně příjemné, a proto je možná nebudou plnit dobře. S určitostí můžeme tvrdit, že při zlepšování výkonu hraje roli množství faktorů a mnohé z těchto faktorů jsou vzájemně závislé. Za správných okolností mohou peníze přinést pozitivní motivaci, nejen proto, že je lidé potřebují a chtějí, ale také proto, že slouží jako vysoce hmatatelný nástroj uznání. Peníze mohou být také významným faktorem, který přitahuje lidé do organizace a jsou jedním z faktorů, které ovlivňují jejich setrvávání v organizaci. Naproti tomu však špatně vytvořený a špatně řízený systém odměňování může demotivovat.
Plat patří k základním a nejzjevnějším motivům práce v zaměstnání v současných podmínkách. Různé formy a složky platu (základní plat, prémie, odměny, bonusy, provize) jsou označovány jako monetární pobídky a patří k hlavním motivačním nástrojům, jimiž vedoucí pracovník disponuje. Pro člověka má plat především instrumentální hodnotu umožňující mu pořízení si výrobků či služeb, o které má zájem. Peníze také rozšiřují možnosti společenských kontaktů a tím přispívají k uspokojování potřeb sounáležitosti (například členství v různých klubech, využívání služeb cestovních kanceláří). Za peníze lze také pořizovat výrobky a služby reprezentující statusové symboly úspěšného člověka, což souvisí s uspokojováním potřeby úcty. Výše platu bývá prostředkem uspokojování potřeby seberealizace, neboť člověku se může samotné vydělávání peněz stát cestou k naplňování jeho životních tužeb.